# Fête des Non-Parents
S’inscrivant dans la mouvance childfree francophone, la fête des Non-Parents fut célébrée entre 2009 et 2011, alternativement à Bruxelles et à Paris.

## Description et motivations
Créée en 2009 par l’écrivain antinataliste Théophile de Giraud et sa compagne de l’époque, la musicologue Frédérique Longrée, la fête des Non-Parents avait pour objectif de célébrer les « childfrees » (terme anglais traduit par « Sans enfant par choix » en français) et de réduire la pression sociale sur les personnes, tout particulièrement les femmes, qui refusent de procréer.
Placée sous le signe de l’humour et de la bonne humeur, elle consistait en une tribune libre accordée à diverses personnalités partageant les valeurs du mouvement childfree, suivie d’un débat avec le public et enfin d’une rencontre informelle entre les divers participants, à qui était remise la « médaille du mérite écologique » : un préservatif suspendu à un ruban rouge, pour « les féliciter de ne pas donner le jour à un nouveau consommateur-pollueur ». Outre la valorisation des sans enfant par choix, la préoccupation environnementale, dont la question démographique et les dégâts causés par la surpopulation, était en effet une motivation centrale de cette fête.
Trois éditions de la fête des Non-Parents ont eu lieu : la première à Bruxelles en mai 2009 avec Corinne Maier comme invitée d’honneur ; la seconde à Paris en mai 2010 avec Corinne Maier, l’entarteur Noël Godin et la journaliste écologiste Laure Noualhat ; la troisième à Bruxelles en mai 2011 avec Corinne Maier toujours et la documentariste féministe québécoise Magenta Baribeau(qui coorganisera ensuite avec Gisèle Palancz une fête des Non-Parents à Montréal en juin 2015).
La date avait été choisie en vue d’intercaler l’événement entre les traditionnelles Fête des Mères et Fête des Pères. Corinne Maier, auteure du best-seller « No kid, 40 raisons de ne pas avoir d’enfant », fut la « marraine » des trois éditions.
On rapprochera cette initiative des rencontres « No Kidding ! » et de la National Organization for Non-Parents (N.O.N) aux États-Unis, qui propagèrent les valeurs childfree dès les années 1970 et 1980.